# Знак (фильм)
«Знак» — нидерландский фильм 1992 года режиссёра Рудольфа ван ден Берга, триллер с главными ролями Моники ван де Вен, Эсме де ла Бретоньер и Кеннет Хердигейн. Премьера фильма состоялась 14 февраля 1992 года в Нидерландах.

## Сюжет
Древнее индийское пророчество гласит, что существует гигантский зародыш монстра, который до поры, до времени находится в каменном хранилище — настанет время и он проснётся, чтобы оплодотворить одну голубоглазую женщину.Она родит абсолютное зло, которое посеет ужас и разрушение среди человечества.
Эмали Лукас эта женщина и она видит постоянные кошмары, как семь братьев-монстров злобно перечёркивают кровью человеческие эмбрионы. Она начинает понимать, что телепатически связана с неким злом и может стать серьёзной угрозой для человечества. Теперь она хочет разгадать тайну предотвращения угрозы и злого заговора, чтобы спасти людей от невообразимого зла.

## В ролях
- Эсме де ла Бретоньер — Эмали Лукас
- Кеннет Хердигейн — Уинстон
- Моник ван де Вен — Виктория Лукас
- Элизе Хооманс — доктор Гольдман
- Йохан Лейсен — доктор Джонсон
- Ольга Зёйдерхук — Анжела
- Дидерик ван Недервен — Декки